# (467200) 2016 EJ134
(467200) 2016 EJ134 es un asteroide perteneciente al cinturón de asteroides, descubierto el 11 de septiembre de 2005 por el equipo Spacewatch desde el Observatorio Nacional de Kitt Peak (Arizona, Estados Unidos).